# Krajowe Eliminacje do Konkursu Piosenki Eurowizji 2016
Krajowe Eliminacje do Konkursu Piosenki Eurowizji 2016 – polskie selekcje mające na celu wyłonienie reprezentanta Polski na 61. Konkurs Piosenki Eurowizji organizowany w Sztokholmie. Finał eliminacji odbył się 5 marca 2016 w holu siedziby TVP przy ul. Woronicza 17. Zwyciężył Michał Szpak z utworem „Color of Your Life”.

## Geneza organizacji konkursu
Na początku października 2015 Telewizja Polska potwierdziła udział w 61. Konkursie Piosenki Eurowizji organizowanym w Sztokholmie w maju 2016. Początkowo reprezentant kraju miał zostać wybrany wewnętrznie przez zarząd TVP, podobnie jak to miało miejsce w dwóch poprzednich latach. 26 stycznia 2016 Jan Pawlicki, nowo wybrany dyrektor programowy TVP1, poinformował, że polski przedstawiciel będzie wybrany poprzez krajowe eliminacje.

## Przebieg konkursu

### Czas i miejsce konkursu
Polskie selekcje do konkursu odbyły się 5 marca 2016 w Warszawie. Koncert był transmitowany na antenie TVP1 oraz TVP Polonia od godziny 21:25 do 23:00.

### Zgłaszanie utworów
W grudniu TVP wysłała zapytania do kilku wytwórni muzycznych o wytypowanie ze swojego katalogu potencjalnych propozycji konkursowych. 28 stycznia rozpoczął się proces nadsyłania propozycji przez twórców. Wszystkie nadesłane propozycje musiały spełniać warunki regulaminu konkursu: musiały posiadać tekst w języku polskim lub angielskim, trwać nie dłużej niż 3 minuty oraz nie mogły zostać opublikowane przed 1 września 2015. Każdy z artystów mógł zgłosić więcej niż jedną piosenkę.

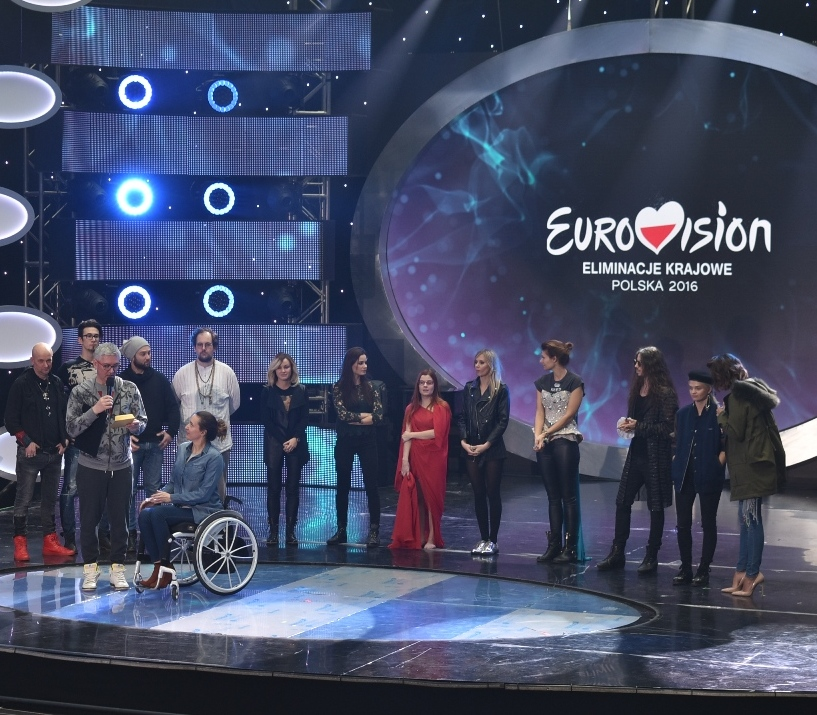
Uczestnicy Krajowych Eliminacji do 61. Konkursu Piosenki Eurowizji

8 lutego 2016 zakończono przyjmowanie zgłoszeń do udziału w eliminacjach. Zgłoszono łącznie osiemdziesiąt osiem kandydatur, a do finału Komisja Konkursowa zakwalifikowała dziewięć z nich. W skład Komisji Konkursowej weszli: dziennikarz i komentator eurowizyjny Artur Orzech, dziennikarka Polskiego Radia Anna Will, dyrygent Zygmunt Kukla, dziennikarz i prezenter telewizyjny Robert Janowski oraz redaktor programu Jaka to melodia? Waldemar Skowroński. Lista finalistów selekcji została opublikowana 16 lutego 2016 w magazynie Świat się kręci, a znaleźli się na niej następujący wykonawcy:
- Aleksandra Gintrowska – „Missing”
- Dorota Osińska – „Universal”
- Edyta Górniak – „Grateful”[14]
- Kasia Moś – „Addiction”
- Margaret – „Cool Me Down”[15]
- Michał Szpak – „Color of Your Life”
- Napoli – „My Universe”
- Natalia Szroeder – „Lustra”[16]
- Taraka – „In the Rain”

Wiadomo również, że swoje propozycje wysłali też między innymi Agnieszka Twardowska (z utworem „Slow Down”), Marta Podulka („Słony”), Marta Zalewska („Tomorrow I Will Keep on Trying”), Renata Wołkiewicz („United for Love”), Michał Kasprzak („Forget Me”), Marcin „Madox” Majewski („Les roses noires”), Magik Band („Szkolny zjazd”), Hubert Centkowski („Tylko raz”), Aura („Pa nad zorami”), Blue Box („Posłuchaj serca”), Bartosz Jagielski („Zostań mą królewną”), Kasia Nova („Love Is Music”), Michał Szyc („Echo miłości”), Piękni i Młodzi („Na serca dnie”), Defis („Lek na życie”), Kuba Jasiecki („Yallaleyo”), Twinseed („Too Little Time”), Wojtek Bałwako („Dobrze jest”), Szymon Wydra, Stashka, Gracjan Kalandyk, Monika Urlik, Mariusz Wawrzyńczyk i Iza Kowalewska. Spekulowano także o ponownym starcie Cleo, czemu wokalistka zaprzeczyła.

## Wyniki

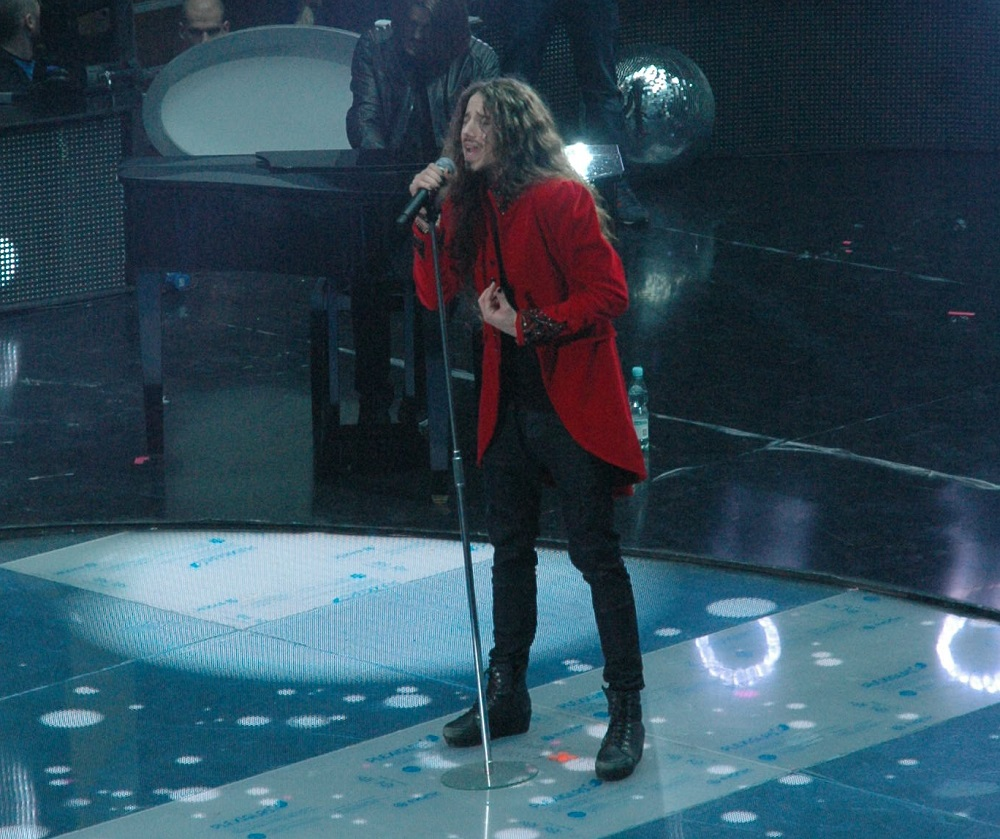
Michał Szpak podczas prób do występu, marzec 2016

Zwycięzca eliminacji został wybrany poprzez głosowanie telewidzów, którzy oddawali swoje głosy za pomocą SMS oraz systemu audiotele. Podczas koncertu finałowego podano wyniki od trzeciego do pierwszego miejsca. Kilka dni później opublikowano pełne wyniki głosowania.
| Lp. | Wykonawca             | Piosenka             | Język     | Wynik | Procent |
| --- | --------------------- | -------------------- | --------- | ----- | ------- |
| 1.  | Taraka                | „In the Rain”        | angielski | 7     | 2,26%   |
| 2.  | Napoli                | „My Universe”        | angielski | 9     | 0,59%   |
| 3.  | Natalia Szroeder      | „Lustra”             | polski    | 5     | 4,20%   |
| 4.  | Dorota Osińska        | „Universal”          | angielski | 4     | 8,71%   |
| 5.  | Kasia Moś             | „Addiction”          | angielski | 6     | 3,39%   |
| 6.  | Aleksandra Gintrowska | „Missing”            | angielski | 8     | 1,74%   |
| 7.  | Michał Szpak          | „Color of Your Life” | angielski | 1     | 35,89%  |
| 8.  | Margaret              | „Cool Me Down”       | angielski | 2     | 24,72%  |
| 9.  | Edyta Górniak         | „Grateful”           | angielski | 3     | 18,49%  |

## Faworyt OGAE Polska

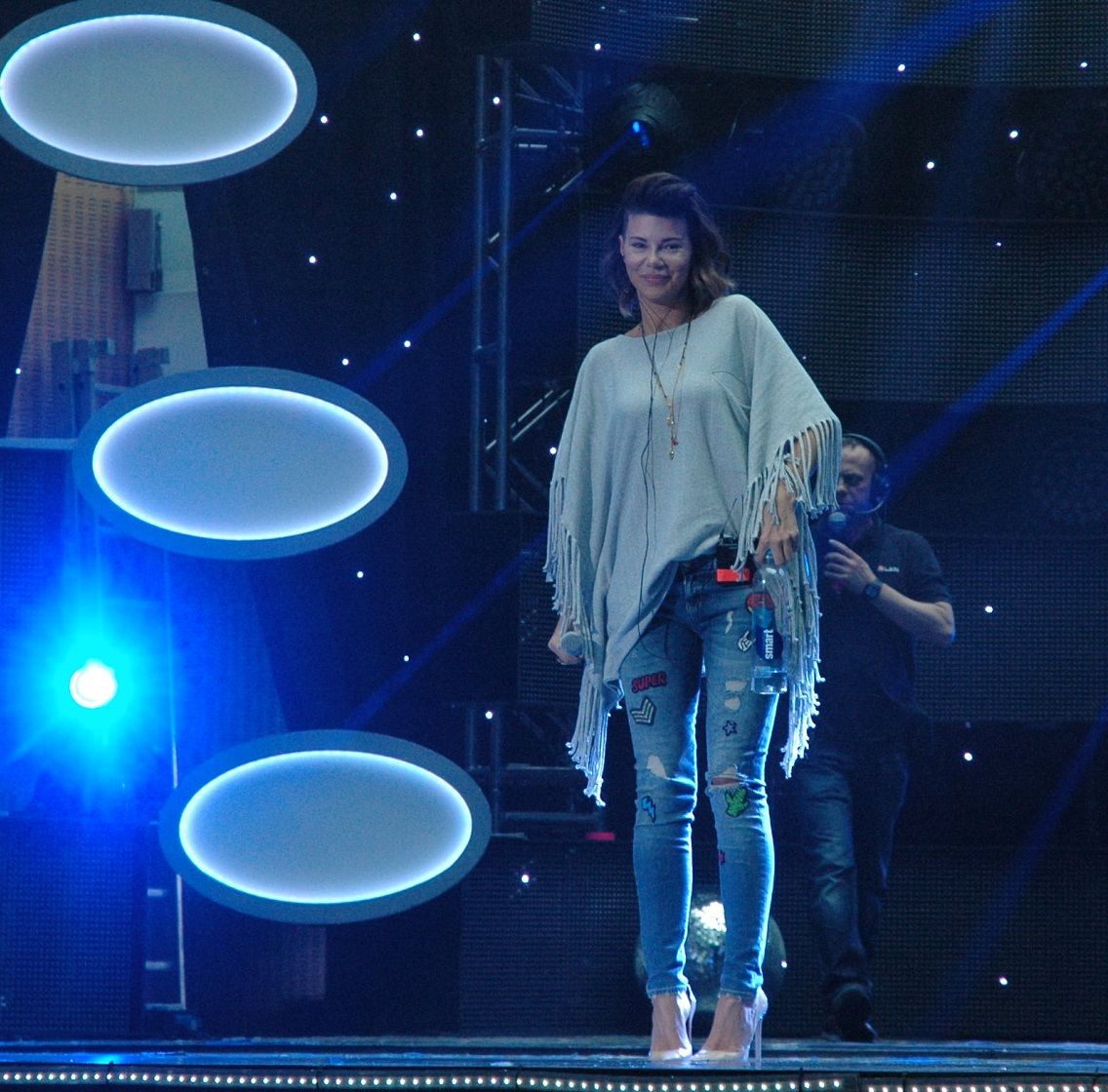
Edyta Górniak podczas prób do występu, marzec 2016

Członkowie Stowarzyszenia Miłośników Konkursu Piosenki Eurowizji OGAE Polska 4 marca 2016 roku wytypowali swoich faworytów. Poniżej zaprezentowany został ogólny ranking członków stowarzyszenia, dotyczący wszystkich finalistów preselekcji.
1. Edyta Górniak, „Grateful” – 959 punktów
2. Margaret, „Cool Me Down” – 946 punktów
3. Katarzyna Moś, „Addiction” – 728 punktów
4. Michał Szpak, „Color of Your Life” – 701 punktów
5. Dorota Osińska, „Universal” – 654 punkty
6. Natalia Szroeder, „Lustra” – 627 punktów
7. Aleksandra Gintrowska, „Missing” – 501 punktów
8. Taraka, „In the Rain” – 351 punktów
9. Napoli, „My Universe” – 347 punktów

## Oglądalność
Krajowe Eliminacje do Konkursu Piosenki Eurowizji 2016 obejrzało średnio 2,38 miliona widzów.